# Iglesia de Nuestra Señora de Ljeviš
Nuestra Señora de Lievish o Ljeviš (en serbio, Богородица Љевишка, Bogoróditsa Lievishka) es una iglesia ortodoxa serbia del siglo XII en la ciudad de Prizren, ubicada en Kosovo meridional. Fue convertida en mezquita durante el Imperio otomano y luego devuelta a la iglesia ortodoxa a principios del siglo XX. Forma parte del lugar Patrimonio de la Humanidad llamado monumentos medievales en Kosovo desde el 13 de julio de 2006, en que también fue incluida dentro del patrimonio en peligro debido a la conflictiva situación política en Kosovo, que Serbia considera su provincia meridional. La provincia declaró su independencia unilateralmente el 17 de febrero de 2008, reconocida por algunos estados y por otros no.

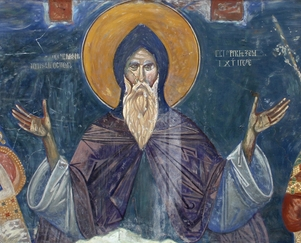
San Simeón (Stefan Nemaña), fresco de Nuestra Señora de Lievish.

La iglesia era guardada por la KFOR después de junio de 1999. Sin embargo, fue quemada por los albaneses durante los disturbios en Kosovo de 2004. Un grupo de expertos apoyados por Serbia ha visitado la iglesia en varias ocasiones para valorar el daño, pero no se han tomado pasos concretos. La iglesia ha sido repetidamente saqueada (valioso plomo ha sido robado del tejado).